# سياسة الأسرة في اليابان

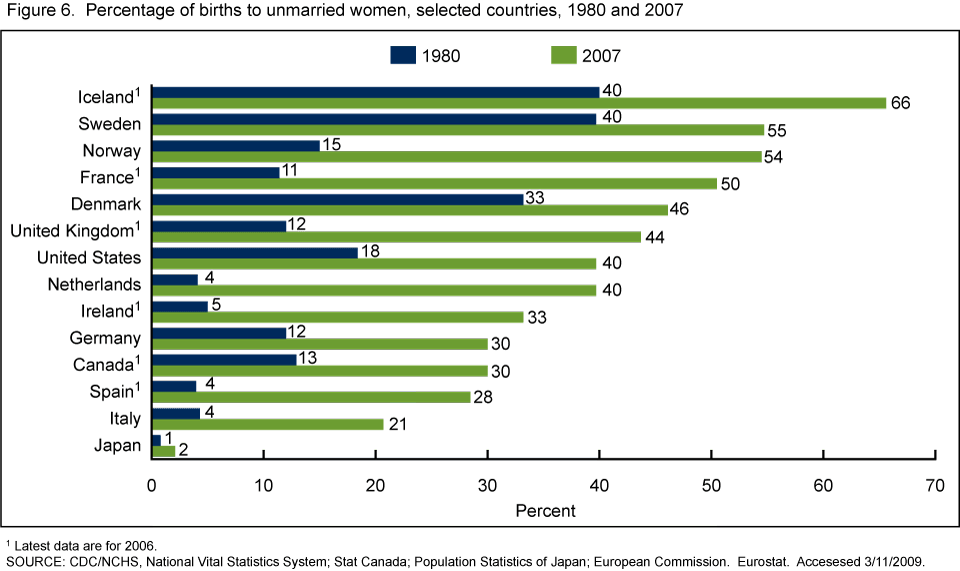
نسبة المواليد لنساء غير متزوجات في بلاد محددة، في الفترة ما بين 1980 و 2007. كما يتضح من الشكل، لم تتبع اليابان اتجاه الدول الغربية في انجاب الأطفال خارج اطار الزواج بنفس الدرجة.

تشير سياسة الأسرة في اليابان إلى التدابير الحكومية التي تحاول بها زيادة معدل المواليد على المستوى القومي من أجل حل مشكلة انخفاض عدد سكان اليابان. هناك تكهنات بأن الأسباب الرئيسية لانخفاض معدل المواليد في اليابان تشمل التحديات المؤسسية والاجتماعية التي تواجهها النساء اليابانيات عندما يُتوقع منهن رعاية الأطفال بينما يعملن في الوقت نفسه في ساعات العمل الطويلة المتوقعة من العمال اليابانيين. لذلك تسعى تدابير سياسة الأسرة اليابانية إلى جعل رعاية الأطفال أسهل بالنسبة للآباء الجدد.

## التاريخ

### سياسات ما قبل الحرب
كانت سياسة الأسرة اليابانية في أوائل القرن العشرين محدودة. أدى الاعتماد الكبير على مشاركة المرأة في التصنيع الياباني المحلي بشكل عام وفي قطاع إنتاج المنسوجات بشكل خاص، إلى دفع العديد من الحملات والمنظمات لتأسيس رعاية الأطفال للعاملين. في تسعينيات القرن التاسع عشر، قدمت مناجم الفحم ومصانع الغزل مراكز رعاية نهارية لعمالها. تم توجيه مراكز الرعاية النهارية المبكرة هذه إلى الأسر منخفضة الدخل ولم تقدم خدمات تعليمية. كما كانت تدار بشكل أساسي بشكل خاص من قبل الأفراد أو مجموعات المصالح الذين حصلوا على اعانات حكومية.
قدمت الحكومة اليابانية الكثير من الإصلاحات خلال فترات التصنيع السريع والحرب، لكنها ابطأت جهودها في أوقات السلم. وقد تسببت الحرب الروسية اليابانية (1904-1905) في زيادة انتشار مراكز الرعاية النهارية إلى 2200 مركز. انخفض عدد هذه المراكز إلى 2182 مركز بحلول عام 1912. تأثر عدد مراكز الرعاية النهارية أيضًا نتيجة لمشاركة الإناث في القوى العاملة. نظرًالبطئ حدوث الإنشاءات وحلولها محل المنسوجات والتعدين كصناعة مهيمنة، حيث أصبحت القوى العاملة أكثر اعتمادا على الذكور وأغلقت العديد من مراكز الرعاية النهارية.
حدد قانون المصانع لعام 1911 المعايير الدنيا للصحة والسلامة عن طريق اقتصار يوم العمل على اثني عشر ساعة للنساء اللائي لديهن أطفال، بالإضافة إلى تطبيق سياسة إجازة أمومة مدتها خمسة أسابيع. انخفض تنقيحها في عام 1923 من يوم العمل إلى أحد عشر ساعة للنساء ولمن لديهن أطفال، وتوفير فترة راحة للمرضعات، وإجازة أمومة ممتدة لمدة أربعة أسابيع من إجازة ما قبل الولادة وستة أسابيع من إجازة ما بعد الولادة.
أدت الاضطرابات في عامي 1917 و 1918 إلى زيادة الإنفاق الاجتماعي. بحلول عام 1923، تم توزيع 65% من ميزانية المشاريع الاجتماعية لوزارة الداخلية على دور الأيتام والعيادات ومراكز الرعاية النهارية.

### السياسات المبكرة لفترة ما بعد الحرب
أصبحت سياسات الأسرة أكثر تقدمية في فترة ما بعد الحرب حيث تم تقديم العديد من السياسات الجديدة من قبل المسؤولين الأمريكيين خلال الاحتلال الأمريكي لليابان.
حاول قانون معايير العمل (1947) تخفيف التمييز الاقتصادي بين الجنسين من خلال القضاء على التمييز في الأجور وضمان المساواة في المعاملة من خلال فرض عقوبات على أرباب العمل المخالفين. يضمن القانون للمرأة إجازة أمومة مدفوعة الأجر لمدة اثني عشر أسبوعًا (60% من أجرها العادي). يتم تمويل هذا البرنامج من قبل نظام الرعاية الصحية الياباني. ومع ذلك، فإن القانون تسبب بشكل غير مباشر في قيام أصحاب العمل بتوظيف عدد أقل من النساء لأنه يمنع النساء من العمل في وظائف يحتمل أن تكون خطرة أو الوظائف التي تتطلب العمل لساعات متأخرة، ويحد بشكل كبير من الساعات التي يُسمح لهم بالعمل فيها ساعات إضافية.

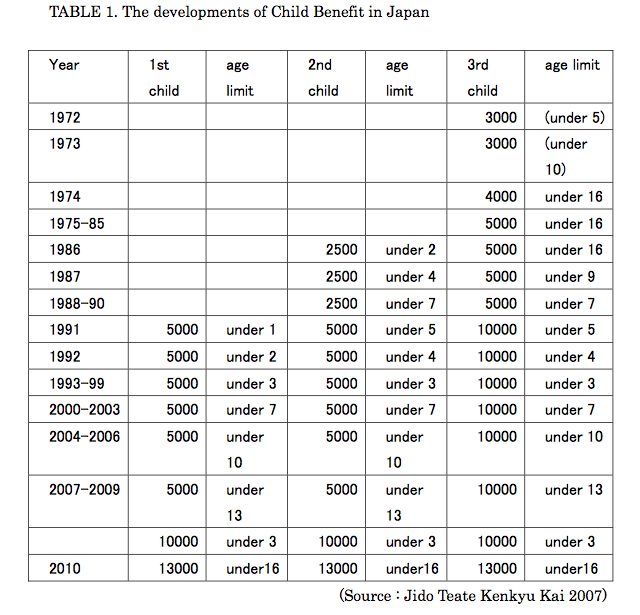

أدخل قانون رعاية الطفل لعام 1947 مزايا مثل تأمين مراكز الرعاية النهارية ومساكن الأم والطفل لاستيعاب الأرامل والأيتام نتيجة الحرب العالمية الثانية. تم تقديم هذه الفوائد في الأصل فقط لأولئك الذين تضرروا من الحرب، ولكن تم تمديد البرنامج في النهاية ليستقبل جميع الأطفال. أدى هذا التوسع في التغطية إلى مشاكل حيث تجاوز الطلب على الخدمات العرض، مما تسبب في النهاية في حدوث مشكلات بين وزارة التعليم (التي أشرفت على رياض الأطفال) ووزارة الصحة والرعاية الاجتماعية (التي أشرفت على رعاية الأطفال بشكل عام).
تم إضافة بعض التعديلات للقانون في عام 1951 للحد من الوصول إلى رعاية الأطفال التي تمولها الدولة للأطفال الذين «يفتقرون إلى الرعاية» وأنشأوا نظام توظيف مع رسوم متفاوتة تحسبها وزارة الصحة والرعاية الاجتماعية. تتوافق مراكز رعاية الطفل التي تديرها الدولة والمجموعات غير الهادفة للربح مع ثماني ساعات من الرعاية في اليوم بتكليف من وزارة الصحة والرعاية الاجتماعية، ويمكن أن تقبل فقط الأطفال من خلال برنامج التنسيب والتنظيم. ومع ذلك، فشلت ساعات الرعاية الثمانية التي يتم تقديمها يوميًا في كثير من الأحيان في تلبية احتياجات الآباء الذين لديهم وظائف بدوام كامل.

### أواخر عصر ما بعد الحرب
قبل التسعينات، كانت سياسة الأسرة اليابانية مبنية على افتراض أن الرجال هم عائلي الأسر، حيث ركزت السياسة على تحقيق هياكل أسرية مستقرة تعتمد على توظيف الرجال بدوام كامل، واستجابة للصعوبات الاقتصادية وانخفاض معدل المواليد، تصبح التغييرات في السياسة حتمية. حيث توسعت السياسة الاجتماعية لمعالجة مسؤولية الرعاية والاهتمام بالأطفال ورفاهية الأسر التي لديها أطفال ورعاية الأطفال. في السنوات الأخيرة، ظهرت مخاوف كبيرة بشأن معدل المواليد وخدمات رعاية الأطفال من الجمهور الياباني والحكومة، فكانت هناك إصلاحات متتالية لنظام إعانات الطفل على أساس هذه المخاوف. لا تهدف برامج رعاية الطفل التي ترعاها الدولة في اليابان بالضرورة إلى الحد من افتقار الأطفال، بل يركز نظام استحقاقات الطفل أساسًا على زيادة معدل المواليد الوطني والتنمية الاقتصادية.

### قانون إعانة الطفل
تم تنفيذ قانون إعانة الطفل في عام 1972. في البداية، كانت منفعة مجربة على الدخل استهدفت فئات الدخل المنخفض في اليابان. بدأ قانون إعانة الطفل بميزانية 3000 ين كمساهمة من السلطات المحلية.
أعادت الحكومة النظر في هدفها واستنادا إلى أيديولوجية الاعتماد على الذات والعلاقات الأسرية القوية خلال أزمة النفط في منتصف السبعينيات، بدأوا في استهداف الأطفال الذين كانوا في أمس الحاجة إلى الرعاية والاهتمام عن طريق زيادة مبلغ المكافأة المالية.
يتضمن قانون دعم ورعاية الطفل هدفين سياسيين، الهدف الأول هو توفير الأمن المالي للأطفال، والهدف الثاني هو دعم الأطفال ونمائهم وتقوية بنيانهم.
قبل عام 1990، كانت الفوائد تدفع فقط لعائلة الأطفال حتى يبلغوا الثالثة من العمر. كان هناك دفع مبلغ قدره 5000 ين للطفل الأول والثاني في الأسرة (50 دولارًا شهريًا للطفل الأول). منذ أن تم رفع معيار الأهلية، كانت هناك أيضًا زيادة في مبلغ المال المدفوع في الدعم. منذ عام 2005، يمكن فقط للعائلة ذات الدخل المتوسط المطالبة بهذا الدعم. حيث يتم دفع مبلغ للعائلات قدره 2448.98 دولارًا أمريكيًا مقابل ولادة طفل منذ سن القانون. بالإضافة إلى ذلك، يقدم بعض أصحاب العمل اليابانيين مكافآت لموظفيهم لإنجابهم أطفال.

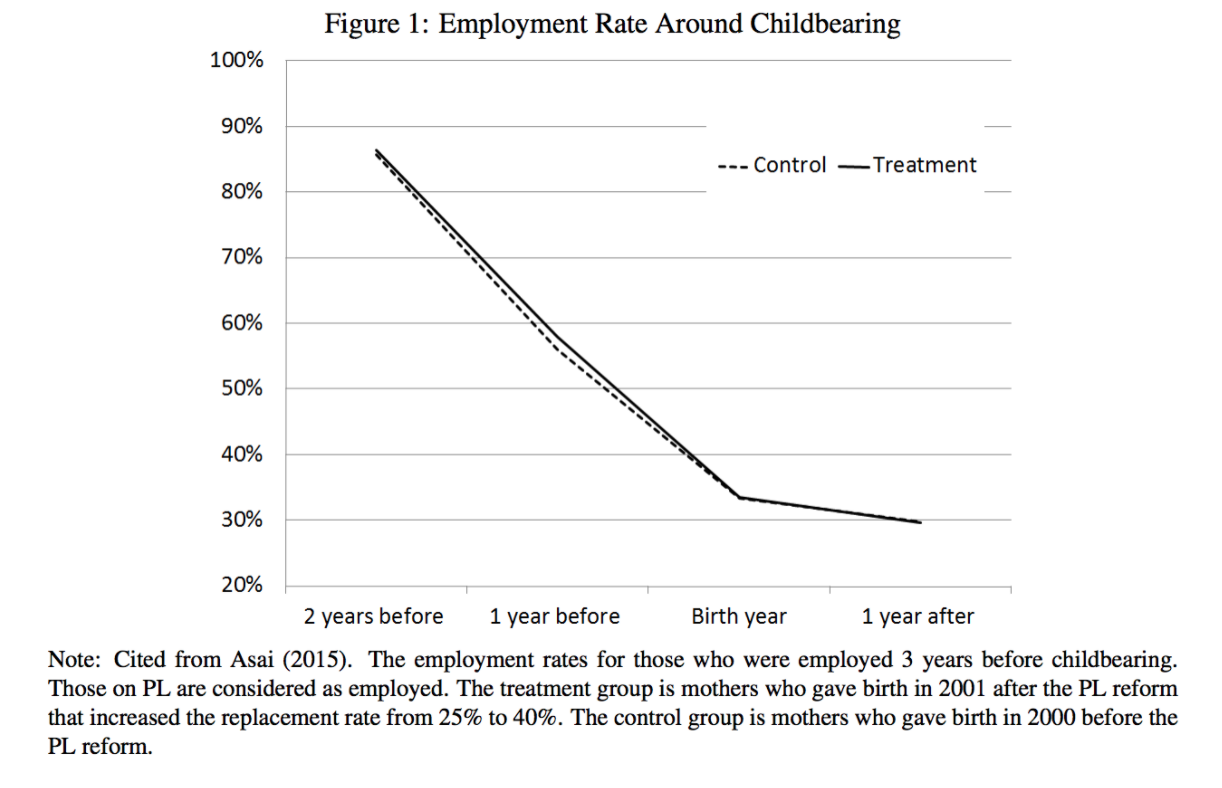

### تقسيم العمل على أساس النمط الاجتماعي

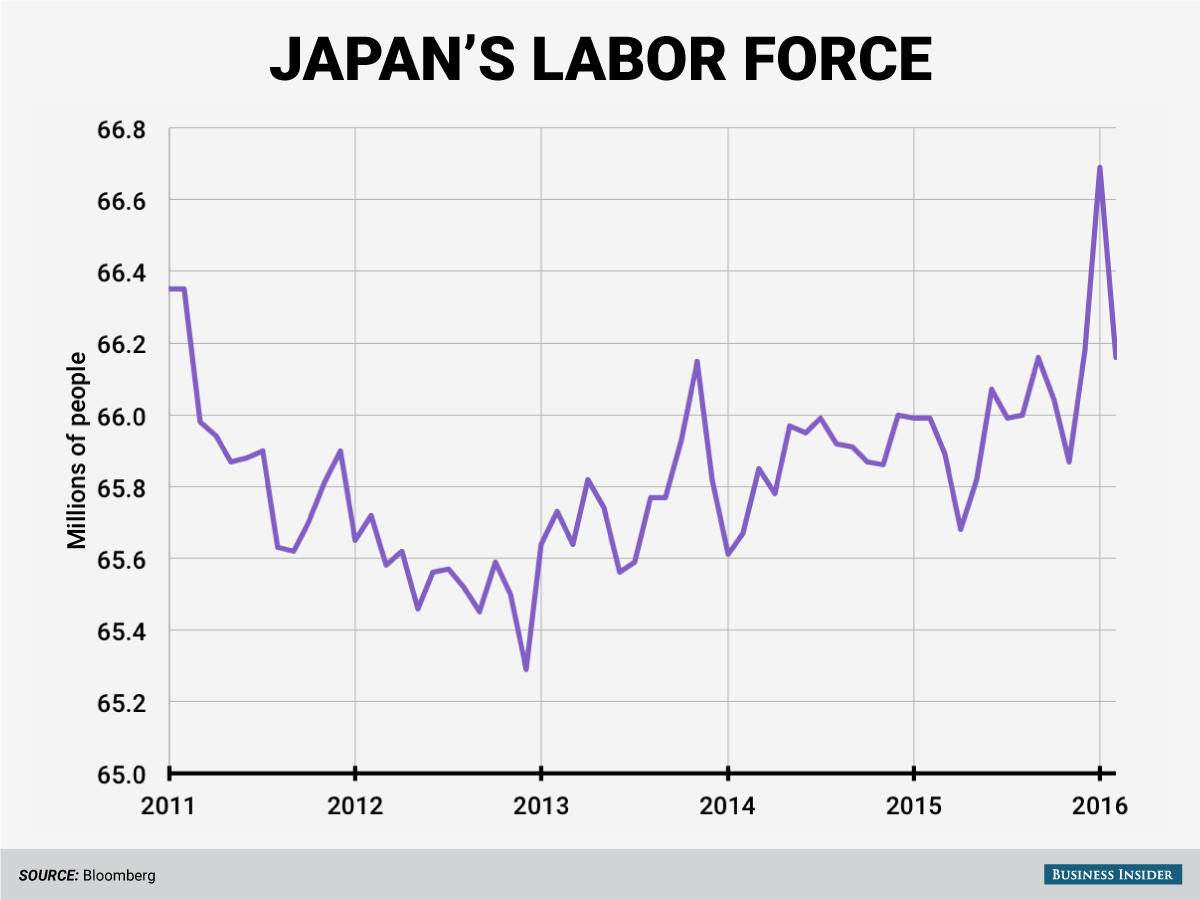

في اليابان، كانت رعاية الأطفال والمسنين غالبا من مسؤولية الأسرة. تسبب هذا المعيار في نزاع بين جهات العمل والأسرة بسبب تقسيم العمل فنتيجة لمسئولية تربية الطفل، تحتتاج أسر الأطفال إلى الحصول على دخل العمال واستحقاقاتهم. لذلك غيرت الأسرة اليابانية سياستها استجابة للعدد المتزايد من النساء العاملات وانخفاض معدل المواليد وصراع الأسرة في العمل. تحاول السياسة الإفراج عن الأمهات العاملات من قلق وتوتر تربية الأطفال وتشجيع الإنجاب من خلال تقديم إجازة أمومة، ووظائف بدوام جزئي، والقدرة على العمل في المنزل.

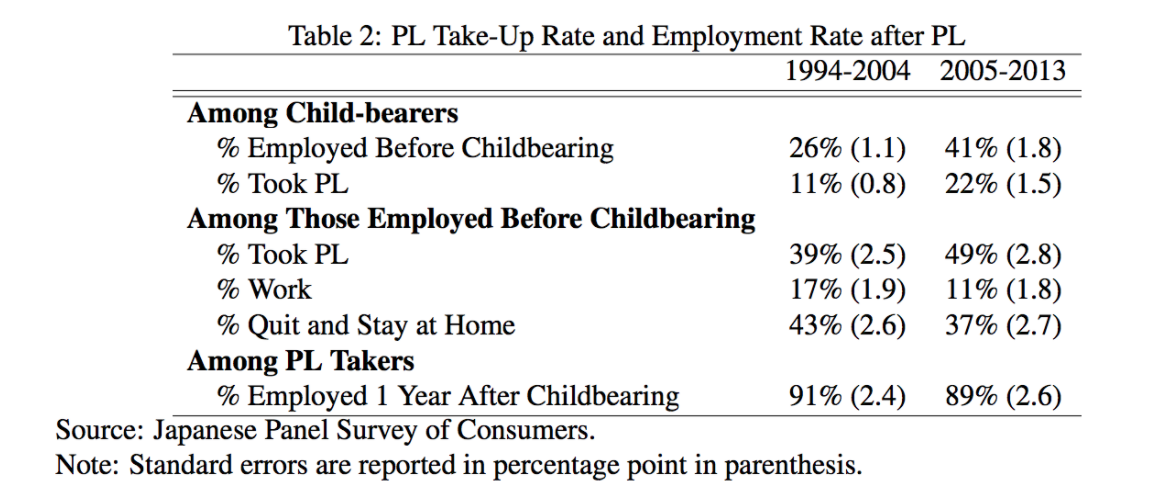

يُنظر إلى سياسات الأسرة في اليابان على أنها تسهم في تحقيق المساواة من خلال العمل بين الجنسين والأدوار المجتمعية. تهدف سياسات رعاية الوالدين ورعاية الطفل إلى توفير دخل أعلى ولكن تؤدي إلى زيادة في عبئ الخدمة على الأم في العمل ونقص المشاركة المنزلية مع الأطفال. القضية التي لا تزال السبب ورراء النقص في عمالة الإناث ناتجة عن رعاية الأجداد وانخفاض معدلات المواليد. بالنسبة إلى "النساء" في اليابان، وصل معدل مشاركة القوى العاملة إلى أعلى مستوياته في عام 2014 عن الخمسة عشر عامًا الماضية. هذا هو 66.0% وفقا لمنظمة التعاون الاقتصادي والتنمية والتي تهدف إلى تعزيز التمكين الاقتصادي للمرأة". تواجه عقود العمل قيودًا بسبب طول مدة الإقامة خاصة مع الأمهات التي لديها طفل يبلغ من العمر عام واحد. وخصوصا أنه لا يتم الاستفادة من سياسات إجازة الأمومة لأنها تقلل من المكانة الاقتصادية ويقلل من استمرارية الوظيفة.
مخاوف العمل بعد الحرب أدت إلى توزيع السلطة والمسئولية بين الأب والأم. «حيث يشكل الرجال جوهر القوى العاملة وتوفر النساء الرعاية الاجتماعية التي تجري على مستوى الأسرة والمجتمع». غطت الدراسات الطولية للفصل بين الجنسين الترابط بين تداعيات ومطالب الأسرة والعمل والإنجاب. «الأبوة اليابانية هي منظمة توفر الندوات والفعاليات للمواطنين والمجموعات والشركات الخاصة، وتعمل كنقطة اتصال لمجتمع نشط من الآباء، وتنتج مواد عن الأبوة التشاركية».
تختلف مساعدة الأم حسب التقاليد والدين وأفضليات وأولويات المرأة. وتهدف السياسات الودية الأسرية إلى تعزيز التوازن بين العمل والحياة وتوفير رضا الوالدين لتحقيق روابط أسرية أقوى. انخفض اعتماد المرأة الزوجي الاقتصادي على الرجل بسبب التغير في توقعات ربة المنزل. تهدف اليابان إلى وضع المزيد من النساء في سوق العمل كاستراتيجية لزيادة ناتج النمو الاقتصادي لليابان وتحسين دخل المرأة أيضًا.

#### تم إصدار قانون إجازة الأمومة/ إجازة رعاية الطفل (1992)
في نوفمبر 2001، تم تعديل هذا القانون جزئيًا لمنع أصحاب الأعمال من إطلاق وتسريح العمال أو الاستغناء عنهم أو تخفيض مرتبات العمال الذين تقدموا بطلب للحصول على إجازة رعاية الطفل.

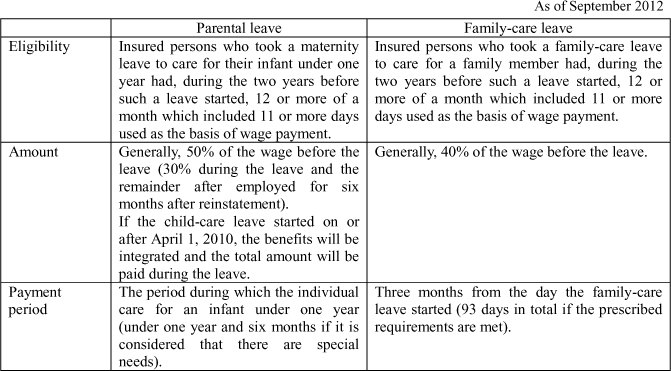

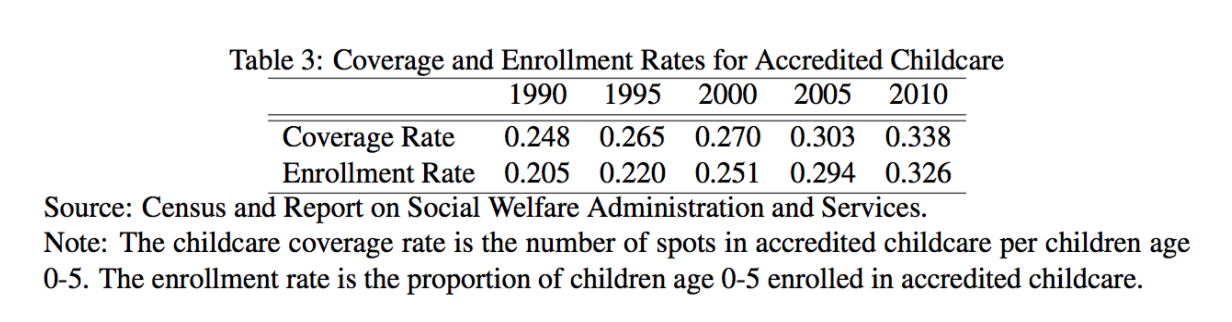

تتضمن سياسات رعاية الأطفال قيودًا على الأطفال دون سن السادسة (التغطية) والمصداقية المؤسسية (المعتمدة وغير المعتمدة). «يجب أن تستوفي مراكز رعاية الطفل المعتمدة معايير مهمة مثل السعة، والمنطقة، وعدد المعلمين لكل تلميذ، وما إلى ذلك». تنتج رعاية الأطفال المدعومة تمويلاً جماعياً برعاية غير رسمية من قبل الأجداد. تيسير المرأة في القوة العاملة موجود بالإضافة إلى وجود العديد من التسهيلات ولكنه لم يحل أزمة نقص معدلات الزواج والولادة وانخفاض رأس المال.
عندما يقع الاختيار بين مسؤوليات العمل المنزلي، فإن وقت فراغ الأم وإنتاجيتها لـ "رأس المال البشري" يكونان في خطر لأنه يتعارض مع مسئولية الطفل. "استجابةً للمخاوف بشأن انخفاض معدل المواليد، أطلقت وزارة الصحة والرعاية الاجتماعية خطة طارئة مدتها خمس سنوات في عام 1994 لتحسين خدمات الرعاية النهارية، والتي تم توسيعها في عام 1995 لتشمل خطة مدتها عشر سنوات تم تنفيذها بالتعاون مع العمل والبناء، ووزارتي التعليم وأطلق عليهما اسم "خطة الملاك". تقدم الإعانات "إرشادات إدارية" في إجازة مدتها سنة واحدة مع وقف العمل وفقًا لحالة الولادة.
نسبة الولادات للنساء غير المتزوجات في بلدان مختارة، 1980 و 2007. كما يتضح من الشكل، لم تتبع اليابان اتجاه الدول الغربية الأخرى من الأطفال المولودين خارج إطار الزواج بنفس الدرجة.

## وصلات خارجية
- سياسة الأسرة في اليابان.
- سياسة الأسرة في اليابان- جامعة كامبريدج.
- المجتمع الياباني في عام 2014.